# Ministère de la Présidence (Espagne)
Le ministère de la Présidence, des Relations avec les Cortes et de la Mémoire démocratique (en espagnol : Ministerio de la Presidencia, Relaciones con las Cortes y Memoria Democrática) est le département ministériel chargé des relations institutionnelles et de la coordination interministérielle en Espagne entre 1974 et 2023.
Le siège du ministère se situe dans le complexe entourant le palais de la Moncloa, à Madrid.

## Missions

### Fonctions
Le ministère est responsable de la coordination des affaires constitutionnelles, de la préparation, du développement et du suivi du programme législatif, de l'appui immédiat à la présidence du gouvernement, d'assister le Conseil des ministres, les commissions déléguées du gouvernement, la commission générale des secrétaires d'État et des sous-secrétaires, ainsi que le gouvernement dans ses relations avec les Cortes Generales ; et de la proposition et la mise en œuvre des politiques de mémoire historique et démocratique, ainsi que de l'exercice du droit à la liberté religieuse.

### Organisation
Le ministère de la Présidence, des Relations avec les Cortes et de la Mémoire démocratique s'organise de la manière suivante,,, : 
- Ministre de la Présidence, des Relations avec les Cortes et de la Mémoire démocratique (Ministro de la Presidencia, Relaciones con las Cortes y Memoria Democrática) ;
  - Secrétariat d'État aux Relations avec les Cortes et aux Affaires constitutionnelles (Secretaría de Estado de Relaciones con las Cortes y Asuntos Constitucionales) ;
    - Direction générale des Relations avec les Cortes ;
    - Direction générale des Affaires constitutionnelles et de la Coordination juridique ;

  - Secrétariat d'État à la Mémoire démocratique (Secretaría de Estado de Memoria Democrática) ;
    - Direction générale de la Mémoire démocratique ;

  - Sous-secrétariat de la Présidence, des Relations avec les Cortes et de la Mémoire démocratique (Subsecretaría de la Presidencia, Relaciones con las Cortes y Memoria Democrática) ;
    - Secrétariat général technique-Secrétariat du Gouvernement ;
    - Agence d'État du Bulletin officiel de l'État ;

  - Commissariat spécial pour la Reconstruction de l'île de La Palma (Comisionado especial para la Reconstrucción de la isla de La Palma) ;
  - Centre des études politiques et constitutionnelles (Centro de Estudios Políticos y Constitucionales) ;
  - Centre de recherches sociologiques (Centro de Investigaciones Sociológicas).

## Histoire
Créé en 1974 à partir du sous-secrétariat de la Présidence (Subsecretaría de la Presidencia), le ministère est réorganisé après la fin du franquisme, en 1977, les compétences relatives à la fonction publique et à l'administration publique lui étant alors attribuées. En 1986, Felipe González crée le ministère des Administrations publiques et rebaptise alors le ministère de la Présidence en ministère des Relations avec les Cortes Generales et du Secrétariat du gouvernement (Ministerio de Relaciones con las Cortes y de la Secretaría del Gobierno).
Le ministère reprend son nom d'origine en 1993, se voyant adjoindre pour la première fois les fonctions de porte-parole du gouvernement (Portavoz del Gobierno). Au cours d'un important remaniement ministériel opéré en 2009, il retrouve les compétences liées à la fonction publique, mais les perd lors d'un nouveau remaniement effectué en 2010, au profit du ministère de la Politique territoriale. En 2011, la ministre de la Présidence retrouve les fonctions de porte-parole du gouvernement et prend la tutelle du Centre national de renseignement (CNI, services secrets). À la formation du second gouvernement de Mariano Rajoy, le ministère prend les compétences des relations avec les communautés autonomes et devient ainsi le « ministère de la Présidence et des Administrations territoriales » (Ministerio de la Presidencia y para las Administraciones Territoriales) tandis que la ministre perd ses fonctions de porte-parole, le secrétariat d'État à la Communication étant directement rattaché à la présidence du gouvernement.
Lors de l'arrivée au pouvoir de Pedro Sánchez le 7 juin 2018, les compétences territoriales lui sont retirées et celles concernant l'égalité et la lutte contre les discriminations lui sont ajoutées. Le 13 janvier 2020, Sánchez lui retire les compétences sur l'égalité et lui attribue celles liées à la mémoire historique.

## Titulaires depuis 1977
| Nom | Nom                                                                 | Dates du mandat | Dates du mandat | Parti | Gouvernement(s)    |
| --- | ------------------------------------------------------------------- | --------------- | --------------- | ----- | ------------------ |
| | José Manuel Otero Novas                                             | 05/07/1977      | 06/04/1979      | UCD   | Suárez II          |
| | José Pedro Pérez-Llorca                                             | 06/04/1979      | 03/05/1980      | UCD   | Suárez III         |
| | Rafael Arias-Salgado                                                | 03/05/1980      | 26/02/1981      | UCD   | Suárez III         |
| | Pío Cabanillas Gallas                                               | 26/02/1981      | 01/09/1981      | UCD   | Calvo-Sotelo       |
| | Matías Rodríguez Inciarte                                           | 01/09/1981      | 02/12/1982      | UCD   | Calvo-Sotelo       |
| | Javier Moscoso                                                      | 03/12/1982      | 26/07/1986      | PSOE  | González I         |
| | Virgilio Zapatero                                                   | 26/07/1986      | 14/07/1993      | PSOE  | González II et III |
| | Alfredo Pérez Rubalcaba                                             | 14/07/1993      | 05/05/1996      | PSOE  | González IV        |
| | Francisco Álvarez-Cascos (Vice-président du gouvernement)           | 06/05/1996      | 28/04/2000      | PP    | Aznar I            |
| | Mariano Rajoy (Vice-président du gouvernement)                      | 28/04/2000      | 28/02/2001      | PP    | Aznar II           |
| | Juan José Lucas                                                     | 28/02/2001      | 10/07/2002      | PP    | Aznar II           |
| | Mariano Rajoy (Vice-président du gouvernement)                      | 10/07/2002      | 03/09/2003      | PP    | Aznar II           |
| | Javier Arenas (Vice-président du gouvernement)                      | 03/09/2003      | 18/04/2004      | PP    | Aznar II           |
| | María Teresa Fernández de la Vega (Vice-présidente du gouvernement) | 18/04/2004      | 20/10/2010      | Aucun | Zapatero I et II   |
| | Ramón Jáuregui                                                      | 20/10/2010      | 22/12/2011      | PSOE  | Zapatero II        |
| | Soraya Sáenz de Santamaría (Vice-présidente du gouvernement)        | 22/12/2011      | 07/06/2018      | PP    | Rajoy I et II      |
| | Carmen Calvo (Vice-présidente du gouvernement)                      | 07/06/2018      | 12/07/2021      | PSOE  | Sánchez I et II    |
| | Félix Bolaños                                                       | 12/07/2021      | 21/11/2023      | PSOE  | Sánchez II         |
| Titres successifs : - 2020-2023 : ministère de la Présidence, des Relations avec les Cortes et de la Mémoire démocratique |                                                                     |                 |                 |       |                    |

## Identité visuelle (logotype)

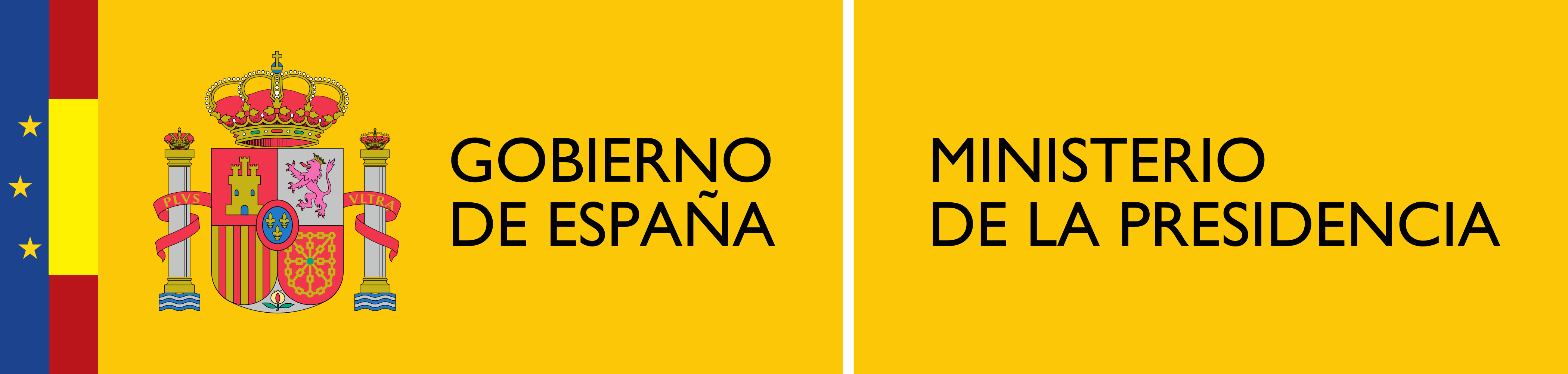
Logo du ministère de la Présidence entre 1993 et 2016.
Logo du ministère de la Présidence et des Administrations territoriales entre 2016 et 2018.
Logo du ministère de la Présidence, des Relations avec les Cortes et de l'Égalité entre 2018 et 2020.
Logo du ministère de la Présidence, des Relations avec les Cortes et de la Mémoire démocratique depuis 2020.